# Alice Hathaway Lee
Alice Hathaway Lee Roosevelt (ur. 29 lipca 1861 w Chestnut Hill, zm. 14 lutego 1884 w Nowym Jorku) – pierwsza żona prezydenta Stanów Zjednoczonych, Theodore'a Roosevelta.

## Życiorys
Alice Hathaway Lee urodziła się 29 lipca 1861 roku w Chestnut Hill w hrabstwie Norfolk, jako córka bankiera George’a Cabota i Caroline Hathaway. Pochodziła z zamożnej rodziny i otrzymała średnie wykształcenie. Swojego przyszłego męża, Theodore’a Roosevelta poznała dzięki swojemu kuzynowi, Dickowi Saltonstallowi (który studiował na Harvardzie razem z przyszłym prezydentem), jesienią 1878 roku. Roosevelt niemal natychmiast się oświadczył, jednak Alice nie od razu te oświadczyny przyjęła. Ich ślub odbył się dwa lata później, 27 października 1880 roku w Brooklinie.
Po ślubie oboje zamieszkali w Nowym Jorku, a w 1882 roku udali się w podróż do Europy. W tym samym roku Roosevelt został członkiem legislatury stanowej, co wiązało się z przeprowadzką do Albany. 12 lutego 1884 roku w Nowym Jorku urodziła się ich córka Alice, jednak żona Roosevelta poważnie zachorowała na chorobę Brighta. Zmarła dwa dni później. Tego samego dnia zmarła także matka przyszłego prezydenta.